# Prasinochrysa
Prasinochrysa är ett släkte av fjärilar. Prasinochrysa ingår i familjen mätare.
Kladogram enligt Catalogue of Life:
| Prasinochrysa | \| \| Prasinochrysa detracta \| \| \| \| \| \| Prasinochrysa eucharis \| \| \| \| \| \| Prasinochrysa fructidora \| \| \| \| \| \| Prasinochrysa polydora \| \| \| \| \| \| Prasinochrysa quadriplaga \| \| \| \| |
|               | \| \| Prasinochrysa detracta \| \| \| \| \| \| Prasinochrysa eucharis \| \| \| \| \| \| Prasinochrysa fructidora \| \| \| \| \| \| Prasinochrysa polydora \| \| \| \| \| \| Prasinochrysa quadriplaga \| \| \| \| |
|               | Prasinochrysa detracta |
|               | |
|               | Prasinochrysa eucharis |
|               | |
|               | Prasinochrysa fructidora |
|               | |
|               | Prasinochrysa polydora |
|               | |
|               | Prasinochrysa quadriplaga |
|               | |